# Матвійківська цілюща криниця

Матвійківське цілюще джерело

Матвійківська цілюща криниця — джерело на околиці села Матвійківці Городоцької міської територіальної громади Хмельницького району Хмельницької області. Вважається цілющим при хворобах очей і пов’язане з народною легендою XIX століття.

## Географія
Криниця розташована за межами села, на полі серед мальовничих подільських ландшафтів. До джерела можна дістатися з центру села пішки.

## Легенда
За місцевим переказом, у XIX столітті, під час панування землевласника Заніцького, селяни, що працювали на панських землях, часто ходили до криниці, щоб втамувати спрагу. Пан наказав засипати джерело, бо люди топтали його посіви. Невдовзі його єдина дочка раптово осліпла, і жодне лікування, включно з поїздками до знахарів, не допомагало.
Місцевий житель Тимко Гарматюк, за переказами, отримав віщий сон, у якому йому було наказано відкопати джерело. Наступного ранку він розповів про сон пану, який спершу не повірив, але вирішив перевірити. Коли криницю відкопали, дівчина, вмившись водою з джерела, прозріла і радісно вигукнула: «Тату, я бачу!»
Відтоді мешканці села почали вважати воду з криниці цілющою, особливо при хворобах очей. Легенда передавалася з покоління в покоління, і зараз джерело стало місцем релігійних і культурних традицій.

## Культура та традиції
Щороку, 28 серпня, у день Успіння Пресвятої Богородиці, біля криниці проводиться святкова літургія та освячення води. До джерела приїздять люди з навколишніх сіл і міста, щоб набрати цілющої води.